# 順天中学校・高等学校
順天中学校・高等学校（じゅんてんちゅうがっこう・こうとうがっこう）は、東京都北区王子本町に所在し、中高一貫教育を提供する私立中学校・高等学校。
文部科学省から、スーパーグローバルハイスクール（SGH）に指定された（2014～2018年度）。

## 概説
順天学園は、建学の精神「順天求合」（自然の摂理にしたがって真理を探求する）の下、1834年に創立された。幕末・明治の和算の大家とされている福田理軒創立の「順天堂塾」に由来する。
大東亜戦争（太平洋戦争）終結後、弁護士・実業家の渡辺酉蔵が理事長となり1962年に女子校に転換し、1990年に男女共学となった。1995年に中学校が開設された。
中高一貫プログラムと高等学校プログラムに分かれており、高等学校プログラム（高校からの入学者）は、特進選抜類型・英語選抜類型・理系選抜類型の類型に分かれている。
なお、順天堂大学とは無関係である。

## 教育理念等
- 教育理念は、「英知をもって国際社会で活躍できる人間を育成する」である。
- 教育方針
  1. 学び方を大切にして、真の学力を育む。
  2. 生き方を大切にして、真の人間性を育む。

## 沿革
- 1834年 - 創立者福田理軒が順天堂塾を大坂に創立。
- 1871年 - 東京府神田区中猿楽町に移転し、順天求合社と改称。
- 1882年 - 専修学校（専修大学の前身）が順天求合社の校舎を借用（1885年まで）。
- 1894年 - 尋常中学順天求合社を設置。
- 1899年 - 順天求合社中学校に改称。
- 1900年 - 順天中学校に改称。
- 1928年 - 東京府東京市神田区三崎町に移転し、校舎を新設。
- 1933年 - 姉妹校の順天商業高等学校を開校。
- 1945年 - 神田三崎町校舎を焼失し、葛飾区青戸町に移転。
- 1948年 - 学制改革により、順天高等学校・順天商業高等学校・順天中学校に。
- 1953年 - 東京都北区王子に移転し、中学校を閉鎖。順天商業高等学校を高田外国語学校(閉校)に譲渡し、分離。
- 1958年 - 埼玉県北本市に移転するも、運営困難から1961年に休校。
- 1962年 - 王子校舎で女子校として再開。
- 1990年 - 男女共学化。
- 1995年 - 中学校を再開。
- 2005年 - 新校舎完成。
- 2014年 - 文部科学省より、スーパーグローバルハイスクール（SGH）に指定。
- 2023年 - 学校法人北里研究所との2026年に合併を発表

## クラブ活動
部活動は活発で、女子陸上競技部は群を抜き、全国高校駅伝の常連校である。他にも、中高バトン部、高校ダンス部が全国大会出場を果たしている。
また、2020年に科学部から派生した科学部鉄道科は、部のSNSアカウントを持ち、日々の活動や文化祭、大会出場などの情報を随時配信している。部員は2023年5月現在11人、順天学園2号館3階の実験室で活動しており、全国鉄道模型コンテストにも出場している。科学部鉄道科は部員不足や様々な理由で2024年をもって廃部となった。
- 野球
- 高校陸上競技部
- バレーボール部
- 剣道部
- サッカー部
- テニス部
- バドミントン 部
- バスケットボール部
- 少林寺拳法部
- バトン部
- ダンス部
- 卓球部
- 演劇部
- 劇画部
- 家庭科部
- 吹奏楽部
- 国際研究部
- 美術部
- 文芸部
- 茶道部
- 科学部科学科
- 科学部鉄道科
- 外国語部
- 社会福祉部
- 合唱部
- 囲碁将棋部
- 数学研究同好会

## 年間スケジュール
4月
1学期始業式
入学式
新入生歓迎会
新入生オリエンテーション
5月
集団検診
体力診断・身体測定
強歩大会（中3・高1）
6月
父母の集い（第1回）
英語検定（第1回）
北斗祭（体育祭）
7月
生徒会役員改選
1学期終業式
夏期休業
夏期講習（課外講習）
8月
（課外講習）
創立記念日 (26日)
夏期講習（課外講習）
研修旅行（高2）
9月
2学期始業式
10月
北斗祭（文化祭）
父母の集い（第2回）
芸術鑑賞
英語検定（第2回）
11月
弁論大会
12月
2学期終業式・冬期休業
1月
3学期始業式
英語検定（第3回）
2月
入学試験
英語スピーチコンテスト
3月
卒業式
3学期終業式
春期休業

## 交通
- 王子キャンパス (本館・2号館・3号館・5号館・6号館・JSハウス・理軒館)
王子駅、王子駅前停留場より徒歩3分
- 新田キャンパス：（体育館・武道館・研修館・メモリアルホール・グラウンド）
王子神谷駅より徒歩10分
東十条駅より徒歩20分

## 著名な出身者
- 金井正夫（衆議院議員、官選和歌山県知事）
- 幸田成友（経済史学者）
- 大杉栄（社会運動家、アナーキスト）
- 工藤忠（満州国皇帝溥儀の側近）
- 大田政作（琉球政府行政主席 / 沖縄一中を経て入学）
- 瀬長亀次郎（政治家）
- 宮原民平（拓殖大学学監）
- 亀山一二（外務省電信課長、駐ソ連大使館参事官。戦後関市長）
- 百木三郎（東洋陶器（現TOTO）社長）
- 宝井誠明（俳優）
- 野崎良太（DJ、作曲家、編曲家、Jazztronik）
- 稲葉幸夫（騎手 /中退）
- 赤羽末吉（絵本作家）
- 坂口謹一郎（農学者）
- 中村震太郎（日本陸軍軍人 / 中村大尉事件）
- 伊集院浩（ラグビー日本代表選手、新聞記者、プロレス解説者）
- 大橋彰彦（ミュージシャン、「表参道レーベル」代表）
- ニポポ (アーティスト)

## 海外交流校
主な海外交流校より：
- St Michael’s University School（英語版）（カナダ、BC）
- Centenary State High School（英語版）（オーストラリア、クイーンズランド）
- Cavendish Road State High School（英語版）（オーストラリア、クイーンズランド）
- St Ives High School（英語版）（オーストラリア、シドニー）
- Oxford Area School（英語版）（ニュージーランド、クライストチャーチ）
- Rangiora New Life School（英語版）（ニュージーランド、ランギオラ）
- セント・ピーターズ・カレッジ（ニュージーランド、オークランド）
- Rangitoto College（英語版）（ニュージーランド、オークランド）
- Chitralada School（タイ語版）（タイ、バンコク）

## 研修旅行先
中等部は、沖縄、高等部は、シドニー、ブリスベン、ニュージーランド、カナダの4つのコースから選択できる。
ブリスベンは理系クラスが中心となっており、ニュージーランドは英語クラスが主体となっている。シドニー、台湾は標準型として多くの生徒が選択している。カナダは、現地の生徒と共に学校で学ぶことができる。
なお、留学先として、アメリカ、イギリス等があり、フィリピンでのフィールドワークなどを実施している。